# Innerspace
Innerspace (en España, El chip prodigioso; en Hispanoamérica, Viaje insólito) es una película estadounidense de 1987 dirigida por Joe Dante, y con Dennis Quaid, Martin Short y Meg Ryan como actores principales.

## Trama
Tuck Pendelton, teniente de la marina estadounidense se ofrece voluntario para un experimento científico que consiste en miniaturizarle en una cápsula que luego será inyectado en el organismo de un conejo. Sin embargo espías industriales irrumpen en el laboratorio para robar el chip que permite la miniaturización. Durante el robo, el científico jefe puede huir con la jeringuilla que contiene la cápsula. Sin embargo esos espías consiguen matarlo pero no sin que antes él pueda inyectarlo dentro de un empleado de un supermercado depresivo e hipocondríaco llamado Jack Putter. 
A partir de ahí, una vez que ambos comprenden la situación, ellos se verán obligados a colaborar mutuamente para conseguir que Tuck pueda salir del cuerpo de Jack y salvar sus vidas de esos espías industriales que ahora van detrás de ellos por un segundo chip que tiene la cápsula y que es también necesario para la miniaturización.

## Reparto
| Actor             | Personaje            |
| ----------------- | -------------------- |
| Dennis Quaid      | Tuck Pendleton       |
| Martin Short      | Jack Putter          |
| Meg Ryan          | Lydia Maxwell        |
| Kevin McCarthy    | Victor Scrimshaw     |
| Fiona Lewis       | Dra. Margaret Canker |
| Robert Picardo    | "Cowboy"             |
| Vernon Wells      | Sr. Igoe             |
| Henry Gibson      | Sr. Wormwood         |
| William Schallert | Dr. Greenbrush       |
| Wendy Schaal      | Wendy                |
| Harold Sylvester  | Pete Blanchard       |
| Mark L. Taylor    | Dr. David Niles      |
| John Hora         | Dr. Ozzie Wexler     |
| Orson Bean        | Editor de Lydia      |
| Kevin Hooks       | Duane Florney        |

## Producción

### Rodaje
- La película se rodó en Los Ángeles, Rancho Palos Verdes y San Francisco, en California.
- En 1966, Richard Fleischer ya había realizado una película Viaje alucinante, que dio base la novela homónima de Isaac Asimov publicada el mismo año, en la que un submarino miniaturizado es introducido en un cuerpo humano.
- Chuck Jones, director de muchos episodios de Looney Tunes, aparece en la cinta, concretamente en la cola del supermercado y Joe Dante, el director, como un empleado del laboratorio atacado por los terroristas.

### Música
- Twistin' The Night Away, interpretado por Rod Stewart.
- Is It Really Love?, interpretado por Narada Michael Walden.
- Hypnotize Me, interpretado por Wang Chung.
- Will I Ever Understand You, interpretado por Berlin.
- Twistin' The Night Away, interpretado por Sam Cooke.
- Cupid, interpretado por Sam Cooke.
- I'm An Old Cow Hand (From The Rio Grande), compuesto por Johnny Mercer.

## Galardones

### Ganados
- Óscar a película con mejores efectos visuales (Dennis Muren, Bill George, Harley Jessup y Kenneth Smith) en 1988.

### Candidaturas
- La película fue candidata al premio a la mejor película de ciencia ficción, mejor realización y mejores efectos especiales, en la Academia de películas de ciencia ficción, fantástico y horror de 1988.